# دينيس ريتشي
دينيس ريتشي (بالإنجليزية: Dennis M. Ritchie)‏ (9 سبتمبر عام 1941 - 12 أكتوبر عام 2011) عالم بمجال علوم الحاسوب اشتهر وارتبط اسمه بلغة البرمجة سي ونظام التشغيل يونكس للدور الذي لعبه في تصميمهما. ولد في حي برونكس بمدينة نيويورك. درس بجامعة هارفارد وحصل على شهادة في الفيزياء والرياضيات التطبيقية. في عام 1967 بدأ العمل في معامل بيل وقد رأس قسم أبحاث البرمجيات بشركة لوسنت تكنولوجيز. حصل في عام 1983 على جائزة تورنغ بالمشاركة مع كين تومسون لتطويرهم لنظرية أنظمة التشغيل العامة وخاصة لتطويرهم لنظام التشغيل يونكس

## لغة سي ونظام يونكس

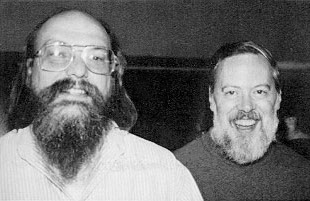
صورة لمبتكري يونكس كين تومسون (يسار) ودينيس ريتشي (يمين) من أحدث إصدار من ملف المصطلحات

بالطبع أصبح لدينيس ريتشي مكانه في تاريخ صناعة الحاسب الآلي لاختراعه لغة سي ولتصميم نظام التشغيل يونكس مع كين تومسون حيث ما زالت تستخدم لغة البرمجة سي بشكل واسع في تطوير البرمجيات البسيطة وحتى أنظمة التشغيل نفسها. ويمكن أيضا ملاحظة تأثيرها على لغات البرمجة الأخرى الحديثة مثل لغة سي++ وبيرل وسي شارب وجافا. وأما بالنسبة لأنظمة التشغيل فإنجاز ريتشي بنظام يونكس ملاحظ تأثيره حيث يوجد إلى الآن أنظمة كثيرة مبنية على يونكس مثل أنظمة توزيعة برمجيات بيركلي وإتش بي - يو إكس وآي بي إم إيه آي إكس وغيرهم مما هو متوافق مع معايير يونكس مثل لينكس ومينكس. بل وحتى شركة ميكروسوفت التي تطور نظام ويندوز الذي ينافس نظام يونكس تطور لنظام تشغيلها مترجمات للغة سي.
ساهم ريتشي أيضا في تطوير النظام الأحدث من يونكس وهو بلان 9 ونظام إنفيرنو. وساهم بتطوير اللغة الأحدث من سي وهي ليمبو

## الجوائز
في عام 1983 حصل ريتشي وكين تومسون على جائزة تورنغ لمساهمتهم في تنمية نظرية أنظمة التشغيل العامة وخصوصا نظام التشغيل يونكس. وفي عام 1990، حصل كل من ريتشي وكين تومسون على وسام ريتشارد هامينغ من جمعية مهندسي الكهرباء والإلكترونيات، «لإنشاء نظام يونكس ولغة البرمجة سي».
في 21 نيسان 1999 استلم ريتشي وتومسون القلادة الوطنية للتكنولوجيا لعام 1998 من الرئيس الأمريكي بيل كلينتون لاختراعهم نظام التشغيل يونكس ولغة البرمجة سي.
في عام 2011، حاز ريتشي وتومسون على جائزة اليابان للمعلومات والاتصالات، لعمله على تطوير نظام يونكس.

## وفاته
عُثر على ريتشي ميتا في تاريخ 12 أكتوبر 2011 في منزله في مرتفعات بيركلي، نيوجيرسي حيث كان يعيش وحيدا. أول خبر عن وفاته نشره زميله السابق روب بايك. وفاته جاءت بعد أسبوع من وفاة ستيف جوبز ولكنها لم تحصل على الكثير من التغطية الإعلامية. وكان ريتشي في حالة صحية واهية لعدة سنوات بعد علاجه من سرطان البروستاتا ومرض القلب.

## كتب قام بتأليفها
- 1978: لغة البرمجة سي مع بريان كيرنيغان.
- 1971: دليل مبرمجي يونكس.

## وصلات خارجية
- الموقع الرسمي